# St. Marien (Röthgen)

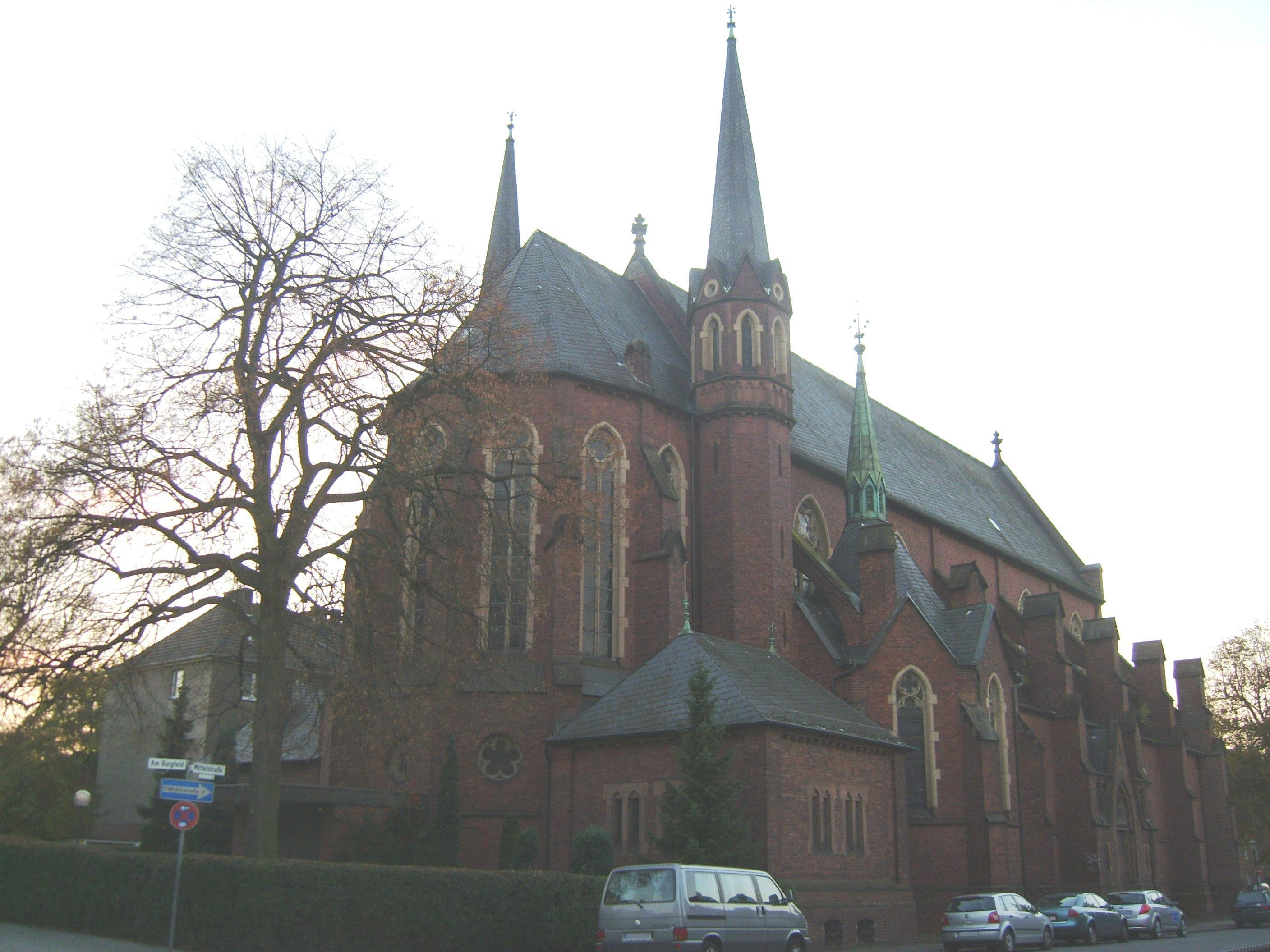
St. Marien 2007

Die katholische Pfarrkirche St. Marien liegt im Eschweiler Stadtteil Röthgen in der nordrhein-westfälischen Städteregion Aachen. Sie liegt an einem kleinen Platz der Mittelstraße zwischen der Bourscheidtstraße und Karlstraße. Es handelt sich um eine neugotische Backstein-Basilika mit West-Portal, Strebebögen über den Seitenschiffen sowie zwei Chortürmen mit Zeltdach. Im Innenraum stützen Säulen das Netzrippengewölbe.
Die Kirche ist neben der Burg Röthgen das Wahrzeichen des Stadtteils. Charakteristisch für sie ist, dass sie keinen Turm hat. 1991 wurde die Kirche in die Denkmalliste der Stadt Eschweiler als Baudenkmal Nr. 125 eingetragen.
Zu erreichen ist sie per Auto über die Anschlussstelle Eschweiler-West auf der A 4 und über die B 264, per Zug über die DB-Station Eschweiler Hbf und die Euregiobahn-Station Eschweiler-Talbahnhof.

## Geschichte
Ursprünglich gehörte der Ort Röthgen zur Eschweiler Pfarre St. Peter und Paul. In der zweiten Hälfte des 19. Jahrhunderts wurde der Bau einer eigenen Röthgener Kirche wegen des durch den Eschweiler Bergbau ausgelösten rasanten Bevölkerungszuwachses notwendig. Im Volksboten wurde am 18. Juni 1892 wie folgt von einem provisorischen Komitee zu einem Kirchenbau aufgerufen: Zur Besprechung über Errichtung einer Kapellengemeinde in Röthgen werden die Bürger auf Sonntag, den 19. Juni ¼ vor 5 Uhr, im Lokale des Hrn. Franz Esser hierdurch eingeladen. Es erschienen über 200 Personen, und die konstituierende Sitzung des Kirchenbau-Vereins (KBV) fand daraufhin am 10. Dezember 1892 statt. Es begannen Grundstücksverhandlungen mit der Röthgener Familie Bourscheidt, welche 1894 erfolgreich abgeschlossen werden konnten.
Mit der Einzäunung des Kirchenbauplatzes am 2. März 1899 wurde der erste Schritt zum Baubeginn vollzogen. In den folgenden Jahren strebte der Kirchenbau-Verein die Gründung einer GmbH an. Man entschied sich aber letztendlich für einen eingetragenen Verein, welcher im März 1904 in das Vereinsregister des Königlichen Amtsgerichts Eschweiler eingetragen wurde. Die Baukosten von über 123.000 Mark wurden durch Spenden und eine Anleihe aufgebracht.
Am 9. Dezember 1903 entschied sich der Kirchenbau-Verein für die Pläne des Architekten Johann Adam Rüppel aus Bonn. Bauleiter wurde der Architekt Lenzen aus Bedburg. Rüppel steckte die Fundamente am 19. Mai 1904 auf dem Kirchenbauplatz ab. Die Grundsteinlegung war am 14. Mai 1905. Im gleichen Jahr wurde wegen „ungenügenden Fundamentes“ der Bau eines Turmes von der Ortsbaupolizeibehörde untersagt.
Am 30. Oktober 1906 fand die feierliche Einweihung und Einsegnung statt, und am 7. Januar 1908 wurde St. Marien zur eigenständigen Pfarre erhoben. Erster Pfarrer wurde der bisherige Rektor Josef Kreuer (* 12. Dezember 1872 in Düren). Die Konsekration der Pfarrkirche erfolgte am 27. September 1911 durch den Kölner Weihbischof Joseph Müller.
1912 wurden das Pastorat, die Kaplanei und die Küster- und Organistenwohnung in der Karlstraße bezugsfertig.
Am 25. März 1957 wurde die Mariensäule vor der Kirche eingeweiht.
Sie ist die Pfarrkirche der katholischen Pfarrgemeinde „Heilig Geist“, die 2010 aus fünf ehemaligen Pfarreien im südlichen Stadtgebiet von Eschweiler gebildet wurde. Zur Pfarrgemeinde gehören die Filialkirchen in Hastenrath (Eschweiler), Bergrath (Eschweiler), Nothberg und Pumpe-Stich.
Bekanntester Pfarrer von 1947 bis zu seinem Tod war Wilhelm Zohren (* 7. Januar 1900 in Venlo, † 10. Juli 1968 in Eschweiler), nach welchem das Pastor-Zohren-Haus in Röthgen benannt ist.

## Sehenswürdigkeiten
Sehenswürdig sind die Beichtstühle, die Westempore mit barocker Orgel sowie mehrere Figuren von 1906 und 1907.